# キュリー研究所 (パリ)
キュリー研究所（きゅりーけんきゅうじょ、Institut Curie）は、1921年に創設された財団とその運営する研究所及び病院である。前身はラジウム研究所。2021年現在では，パリとオルセー（パリ南西郊外）にキャンパスがある．パリキャンパスには複数の研究棟があり，その一部は高等師範学校と建物を共有している。キュリー研究所の運営は，研究センター(Centre de Recherche)と病院部門(L'Hôpital)の二部門に分かれている．
キュリー研究所は，がんの治療，研究，教育の３つをミッションとして掲げている．
なお，パリ第6大学（ピエール＆マリー・キュリー大学）や、かつてイギリスにあったマリー・キュリー研究所などとは異なる組織である。

## 歴史
1921年：マリー・キュリーとクラウディアス・リガード(fr)によって設立された（前身はラジウム研究所(fr)）。当初はマリー・キュリーの意思により、放射線療法とガン治療の研究を使命としていた。
1995年：細胞生物学、分子生物学、生物物理学、腫瘍学などの基礎研究を行う研究部門（Le Centre de Recherche）が設立された。
1996年：ジャック・プロとピエール＝ジル・ド・ジェンヌによって物理化学部門 （Physico-Chimie Curie）が設立される。

## 研究所部門
キュリー研究所は，4つの分野とトランスレーショナルリサーチ部門に分かれて活動している。それぞれのユニットは，CNRS ，INSERM，UPMC，Université Paris-Sudのいずれかもしくは複数に所属する．

基礎研究部門では，
- 放射線生物学および腫瘍シグナル学部門(Biologie & Chimie des Radiations, Signalisation Cellulaire et Cancer)
  - IMAGERIE TRANSLATIONNELLE EN ONCOLOGIE (LITO)
  - SIGNALISATION, RADIOBIOLOGIE ET CANCER
  - INTÉGRITÉ DU GÉNOME, ARN ET CANCER
  - CHIMIE ET MODÉLISATION POUR LA BIOLOGIE DU CANCER (CMBC)
- 発生生物学及び腫瘍遺伝学部門(Développement, Cancer, Génétique et Epigénétique)
  - GÉNÉTIQUE ET BIOLOGIE DU DÉVELOPPEMENT
  - DYNAMIQUE DE L’INFORMATION GÉNÉTIQUE
  - DYNAMIQUE DU NOYAU
- 腫瘍統合生物学及び腫瘍免疫学部門(Biologie intégrative des tumeurs, immunologie et environment)
  - CANCER, HÉTÉROGÉNÉITÉ, INSTABILITÉ ET PLASTICITÉ (CHIP)
  - CANCER ET GÉNOME : BIOINFORMATIQUE, BIOSTATISTIQUES ET ÉPIDÉMIOLOGIE
  - IMMUNITÉ ET CANCER
- 学際研究ユニット(Physique-Chimie-Biologie multi-échelle et cancer)
  - BIOLOGIE CELLULAIRE ET CANCER
  - LABORATOIRE PHYSICO-CHIMIE CURIE
  - CHIMIE & BIOLOGIE DE LA CELLULE

がある．

トランスレーショナルリサーチ部門では，
- トランスレーショナルリサーチ部門(Département de la recherche translationnelle)
- 臨床研究部門(Recherche clinique)

がある．

さらに研究サポート機関として，
- IPGG（マイクロ流体デバイス）
- SIRIC（基礎研究と臨床研究の橋渡し）
- LabEx（最新技術の利用促進）

がある．

これに加えて，以下の共通利用プラットフォーム CurieCoreTechが設置され，大型機器や特殊な実験を用いた解析サポートを提供している
- バイオインフォマティクス
- バイオオフェニックス
- バイオイメージング
- 化学ライブラリ
- CRISPR
- サイトメトリー（パリ，オルセー）
- 放射線
- ゲノミクス
- 組織学
- 実験動物
- プロテオミクス
- メタボロミクス
- マルチモーダルイメージング
- 次世代シーケンス
- プレクリニック
- 組み換えタンパク質
- シングルセル
- 組み換え抗体

## 病院部門
キュリー研究所の運営する病院には，
- パリ病院（パリキャンパスに隣接）
- 陽子線治療センター
- サンクラウド病院
- キュリー-モンスリール胸部疾患センター
- 免疫療法センター

がある。

## ノーベル賞受賞者
当研究所関係者によるノーベル賞受賞歴を記す。
- ピエール・キュリー：1903年物理学賞
- マリー・キュリー：1903年物理学賞
- マリー・キュリー：1911年化学賞
- イレーヌ・ジョリオ＝キュリー：1935年化学賞
- フレデリック・ジョリオ＝キュリー：1935年化学賞
- ピエール＝ジル・ド・ジェンヌ：1991年物理学賞
- ポール・ナース：2001年生医学賞

## 著名な在籍者
- ピエール・キュリー：ノーベル物理学賞
- マリー・キュリー：ノーベル物理学賞、ノーベル化学賞
- クラウディアス・リガード(fr)：医学者、生物学者
- ウィリアム・デュアン (物理学者)
- 山田延男：日本の物理学者
- イレーヌ・ジョリオ＝キュリー：ノーベル化学賞
- フレデリック・ジョリオ＝キュリー：ノーベル化学賞
- マルグリット・ペレー：物理学者、フランシウムを発見
- エルネスト・サバト：アルゼンチンの作家、物理学者
- fr:Jean Teillac：物理学者
- ピエール＝ジル・ド・ジェンヌ：ノーベル物理学賞
- エレーヌ・ランジュヴァン=ジョリオ(fr)：物理学者、ジョリオ＝キュリー夫妻の長女
- ジャック・プロ：科学アカデミー (フランス)会員、物理学者
- ジャン＝フランソワ・ジョアンニ(fr)：物理学者
- fr:Constant Burg、放射線医学者、生物学者
- クロード・ユリエ(fr)：生物学者、元老院 (フランス)
- ピエール・タンブラン(fr)：物理学者
- ジャン＝ルイ・ヴィオヴィ：フランスの物理化学者、Fluigentの創業者
- ポール・ナース：ノーベル生医学賞、キュリー研究所国際科学諮問委員会委員長[1]